# شهرستان فرانکلین (اوهایو)
شهرستان فرانکلین، اوهایو (به انگلیسی: Franklin County, Ohio) یک سکونتگاه مسکونی در ایالات متحده آمریکا است که در اوهایو واقع شده‌است.

## نگارخانه